# Yan Diomande
Yan Diomande (Abiyán, 14 de noviembre de 2006) es un futbolista marfileño que juega en la demarcación de delantero en el R. B. Leipzig de la 1. Bundesliga.

## Trayectoria
Tras formarse como futbolista en las categorías inferiores del C. D. Leganés, finalmente hizo su debut con el C. D. Leganés "B" el 16 de marzo de 2025 contra la A. D. Cala Pozuelo. El 29 de marzo de 2025 hizo su debut con el primer equipo en un encuentro de la Primera División de España que finalizó con un resultado en contra de 3-2 contra el Real Madrid C. F. Desde entonces jugó otros nueve partidos, en los que marcó dos goles y dio una asistencia, y en julio fue traspasado al R. B. Leipzig después de que este abonara su cláusula de rescisión.

## Clubes
Actualizado al último partido disputado el 24 de mayo de 2025.
| Club              | País     | Temporada | Partidos | Goles |
| ----------------- | -------- | --------- | -------- | ----- |
| C. D. Leganés "B" | España   | 2025      | 3        | 0     |
| C. D. Leganés     | España   | 2025      | 10       | 2     |
| R. B. Leipzig     | Alemania | 2025-     |          |       |